# 群馬県道277号老神温泉線
群馬県道277号老神温泉線（ぐんまけんどう 277ごう おいがみおんせんせん）は、群馬県沼田市の老神温泉から国道120号までを結ぶ県道である。

## 起点・終点
- 起点:老神温泉（沼田市利根町老神）
- 終点:沼田市利根町高戸谷

## 通過する自治体
- 群馬県
  - 沼田市

## 交差する道路
- 国道120号 - 沼田市利根町高戸谷（終点）